# Pseudoeurycea jaguar
Pseudoeurycea jaguar — вид хвостатих земноводних родини безлегеневих саламандр (Plethodontidae). Описаний у 2022 році.

## Назва
Видова назва jaguar вказує на схожість забарвлення спини саламандри та ягуара (Panthera onca).

## Поширення
Ендемік штату Веракрус на сході Мексики. Мешкає у вологих кипарисових лісах гірського масиву Сьєрра-Мадре-де-Оахака.